# Гришин, Анатолий Кузьмич
Анатолий Кузьмич Гришин (8 июля 1939, Москва, СССР — 14 июня 2016) — советский спортсмен (гребля на байдарках), олимпийский чемпион (1964), чемпион мира, заслуженный мастер спорта СССР (1964). Заслуженный тренер РСФСР (1982).

## Биография
В 1965 г. окончил Высшее командное училище им. Верховного Совета РСФСР, в 1969 г. — Волгоградский государственный институт физической культуры. 
Член КПСС с 1964 года.

## Спортивная карьера
Выступал за клуб ЦСК ВМФ.
Олимпийский чемпион 1964 в гребле на байдарке-четвёрке (с Н. Чужиковым, В. Ионовым и В. Морозовым) на дистанции 1000 м.
- Чемпион мира 1966 (байдарка-четверка; 10000 м)
- Бронзовый призёр чемпионата мира 1963 (байдарка-двойка; 1000 м)
- Чемпион Европы 1967 (байдарка-четверка; 10000 м)
- Серебряный призёр чемпионатов Европы: 1961 и 1967 (байдарка-четверка; 1000 м)
- Бронзовый призёр чемпионата Европы 1963 (байдарка-четверка; 1000 м)
- 15-кратный чемпион СССР (1960—1973) на различных дистанциях в составе разных экипажей.

В качестве тренера подготовил ряд известных спортсменов: призёра олимпийских игр 1968 Н. Прокупца, чемпиона олимпийских игр 1972 Ю. Лобанова и др.
Являлся вице-президентом Федерации морских многоборий и гребно-парусного спорта России, главным тренером по морскому гребно-парусному многоборью и гребле на ялах Центрального морского клуба РОСТО.
Судья международной категории.
Похоронен в Москве на Николо-Архангельском кладбище.

## Награды и звания
- орден «Знак Почета» (1964),
- медаль «За трудовую доблесть» (1965),
- Почетный Знак «За заслуги в развитии физической культуры и спорта» (2001).

Заслуженный мастер спорта СССР (1964). Заслуженный тренер РСФСР (1982).